# Болхов
Болхов (рус. Болхов) град је у Русији у Орелској области. Према попису становништва из 2018. у граду је живело 11097 становника.

## Географија
Град се налази уз обалу реке Нугрј (рус. Нугрь).

### Клима
Болхов је у подручју умерене континенталне климе (Кепенова класификација климе Dfb) с топлим, донекле влажним летима и умерено хладним зимама.

## Становништво
| 1939.  | 1959.  | 1970.  | 1979.  | 1989.  | 2002.  | 2010.  | 2018.  |
| ------ | ------ | ------ | ------ | ------ | ------ | ------ | ------ |
| 12.681 | 11.303 | 13.283 | 13.026 | 13.071 | 12.148 | 11.421 | 11.097 |